# Corralejo (La Oliva)
Corralejo es una localidad turística española del municipio de La Oliva, al norte de la isla de Fuerteventura, en la comunidad autónoma de Canarias. Su población era de 18 704 habitantes en 2023, lo que la convierte en la segunda entidad de población de Fuerteventura, solo por detrás de la capital, Puerto del Rosario.
Es uno de los principales centros turísticos de la isla de Fuerteventura. Cuenta con extensas playas de arena fina y más de 2600 hectáreas del parque natural de Corralejo, que cuenta con olivinos de gran interés gemológico. Asimismo, es el punto de partida para excursiones en barco hacia el islote de Lobos.

## Historia

### Era de la Conquista.
El área en que actualmente se encuentra la localidad y sus dunas fue donde Gadifer de la Salle desembarcó por primera vez en Fuerteventura en 1402, desde la isla vecina de Lanzarote , donde, en el verano de 1402, alcanzaron un acuerdo de paz con la población maja y establecieron una fortaleza llamada Rubicón, desde la cual coordinarían la conquista de Fuerteventura. Juan de Béthencourt, quien dirigió la expedición a las islas, llevó a un grupo de sus hombres a través del estrecho de la Bocaina desde su fortaleza en Lanzarote para explorar Fuerteventura.
En ese primer contacto, Béthencourt permaneció a bordo del barco mientras La Salle y Remonnet de Levedan desembarcaron para explorar la isla y buscar lugareños. El árido norte de la isla no estaba densamente poblado y los conquistadores encontraron poca vida local.
Mientras La Salle estaba en Fuerteventura (él y su grupo se habían quedado durante ocho días en su primer atraque), se produjo un motín en el barco donde permanecieron Béthencourt y sus hombres. El motín fue llevado a cabo por hombres que exigieron que Béthencourt regresara a Europa continental para obtener suministros.
Mientras Béthencourt estaba fuera, La Salle hizo su segunda incursión en Fuerteventura, nuevamente utilizando el área alrededor de Corralejo. Cruzaron desde la fortaleza de Lanzarote en octubre de 1402, dirigiéndose a la isla de Lobos para cazar lobos marinos (focas monje, Monachus monachus) que vivían allí. Al estar Lobos situado a unos pocos kilómetros al noreste de Corralejo, se convirtió en una base conveniente para cazar las focas que eran una valiosas fuente alimento y pieles se usaban para hacer zapatos.
Después de unos días en la isla, La Salle envió a Levedan de regreso a la fortaleza en Lanzarote para reponer sus suministros, con el grupo que necesitaba agua en particular, dado que en Lobos no hay fuentes de agua dulce. Encontrándose con otro motín en Lanzarote que significó que el barco del que Levedan estaba al mando fuera tomado por los amotinados del ejército de Béthencourt. Esto dejó a La Salle y a sus hombres atrapados en la isla de Lobos sin una fuente de comida o agua. Los que se mantuvieron leales a Béthencourt en Lanzarote usarían un bote endeble para rescatar a La Salle y sus hombres del islote.

### Primeras menciones. SiglosXVI-XVIII
Corralejo aparece ya mencionado a finales del siglo XVI en los mapas que elabora Leonardo Torriani, un ingeniero italiano enviado por el rey Felipe II de España a revisar las fortificaciones de las Islas Canarias. El historiador y sacerdote José de Viera y Clavijo nombra a la localidad en su libro Noticias de la historia general de las Islas de Canaria, en el año 1772:

Los Puertos, Radas y Caletas de Fuerteventura son: Corralejo y Tostón, en la Costa del Norte (...).

Corralejo era el puerto del siglo XVII de contrabandistas y piratas era donde los alimentos importados (cabras, cereales, quesos...) sin tener que pagar impuestos. Sin embargo, a pesar de ser nombrado por Torriani y por Viera y Clavijo, no hay constancia de que existiera entonces un asentamiento fijo como tal. Corralejo como pueblo no existiría propiamente hasta el siglo XIX.

### SigloXIX. El primer poblado y su ligero crecimiento.
Por tradición oral hay quien sostiene que la fundación de Corralejo se realiza en torno a 1810. Por otro lado, hay quien diga que hasta 1850 no hubo constancia de pobladores. Lo cierto es que, quienes quiera que fueran sus primeros habitantes de lo que hoy se conoce como Corralejo,  hicieron sus nuevas viviendas con las piedras y el material de construcción de primarias y anteriores moradas. El propio topónimo invita a pensar en que el lugar pudo ser un enclave de ganado de costa. Corralejo permanecería como una pequeña cala de pesca hasta mediados del siglo XX, dependiendo hasta entonces totalmente de La Oliva y de importaciones desde el exterior.
Algunos pescadores tomaron iniciativa y, con sus ahorros, a medida que pasó el tiempo, fueron comprando terrenos donde hacer sus aljibes para el consumo familiar y para abastecer al ganado que también iban adquiriendo. En esos terrenos de nueva adquisición se realizaron sementeros y, en algunos casos, se dedicaron al pastoreo, lo que conllevaba el cuidado de que las cabras no se comieran el trigo y cebada plantados. Como era común en toda la isla, una vez aradas las tierras que eran aprovechables, se sembraban algunas gavias y no solamente el pastor cuidaba sus sembrados sino los de otros vecinos porque, en el supuesto de que se produjera algún tipo de destrozo, con posterioridad, el dueño del ganado causante habría de pagar los daños.
El viento era un elemento indispensable en la vida del pueblo. Para el pescador, la falta de viento para su embarcación de vela le suponía aumentar el esfuerzo que, en el día a día, realizaba para conseguir ese jornal que llevar a su domicilio ya que las áreas o zonas de pesca en este litoral del norte de Fuerteventura están bastantes alejadas del puerto y, aunque existen algunas cercanas a la zona de Corralejo, no son muy rentables para el pescador. Por otra parte, la falta de viento dejaba a los molinos sin moverse y el alimento base en aquella época era el gofio, con lo cual se creaba el problema de que teniendo el millo o trigo tostado había que esperar días. Se formaba las correspondientes colas hasta que entrara de nuevo el viento y los molineros comenzaran su faena que, por cierto, en otros pueblos, incluso de otras islas, la molienda se cobraba con la correspondiente maquila, seguramente en Corralejo también, pero en los últimos años de vida de los molinos, según nos cuentan, se cobraba dinero.
Los primeros pobladores de Corralejo llegan desde zonas como la isla vecina de Lanzarote, desde Galicia o incluso desde Portugal, siendo los apellidos más antiguos del pueblo aquellos como Carballo, Estévez, Hierro, de León, Umpiérrez o Figueroa.
Se levantó en 1925 la Ermita de Nuestra Señora del Carmen (hoy desaparecida, reemplazada en los años 80 por una iglesia moderna), obra colaborativa de los majoreros unidos, con cada pescador del pueblo colocando su pieza.

### SigloXX. Inicios del turismo.
Corralejo ha existido durante la mayor parte de su historia como un pueblo de pescadores humilde y sin importancia, donde un puñado de pescadores pobres trabajó largas horas para mantener a sus familias. A principios de la década de 1970, con sus extraordinarias playas y extensas dunas, el turismo que había llegado al sur de la isla en la década de 1960 comenzó a aventurarse hacia el norte. Corralejo tuvo comienzos muy humildes como centro turístico. John Mercer, visitó el entonces pueblo a principios de la década de 1970 como investigación para un libro en la isla, dejó un registro de los humildes primeros pasos que Corralejo dio en la industria turística, y con ellos, su crecimiento y expansión al mando de compañías como Plalafusa:

El pueblo, sin embargo, no es atractivo y carece de interés. Por qué alguien debería desear pasar algún tiempo allí hasta que su desarrollo haya terminado y el polvo y el ruido hayan desaparecido no está claro ... un visitante o un comprador puede despertarse cualquier día para encontrar una casa o un hotel a uno o dos metros de distancia.
 Mercer, J., Canarias: Fuerteventura, 1973.

Mercer dijo proféticamente que Corralejo "durante mucho tiempo sería simplemente un sitio de construcción en expansión, dominado por mezcladores de cemento, camiones, bolsas de cemento descartadas flotantes, escombros que caen y mirando silbidos". El turismo continuó desarrollándose en la ciudad durante las décadas de 1970, 1980 y 1990, alcanzando un pico en la década de 2000. Surgieron hoteles, apartamentos y villas. Muchos turistas británicos e irlandeses se enamoraron del complejo turístico y se sintieron felices de mudarse allí permanentemente. En las décadas posteriores al relato de Mercer sobre el desarrollo turístico de Corralejo, ese mismo crecimiento de la industria turística vio crecer significativamente la población de Corralejo y la región de La Oliva. En el censo de 1975, la población de La Oliva era de 2900, con su población ahora siendo de poco más de 18 000.
A lo largo de la década de 2010, la ciudad ha crecido significativamente, con nuevos negocios que abren y cierran constantemente. La ciudad también está siendo peatonalizada progresivamente, comenzando con la calle principal alrededor de 2017. El vandalismo también ha aumentado, destacándose el incendio provocado por vándalos de la réplica abandonada del Galeón Santa Ana en el antiguo parque temático "Europa Baku" en mayo de 2019. A pesar de esto, el turismo sigue fuerte, con miles de personas visitando cada año.
Desde el 4 de noviembre de 2021, Corralejo cuenta con un casino, lo que ha vuelto a atraer la mirada de muchos en el ámbito turístico.

## Situación
Corralejo está situado en el norte de la isla de Fuerteventura, desde cuyas costas se contemplan el islote de Lobos y la costa sur de Lanzarote.

## Medio ambiente

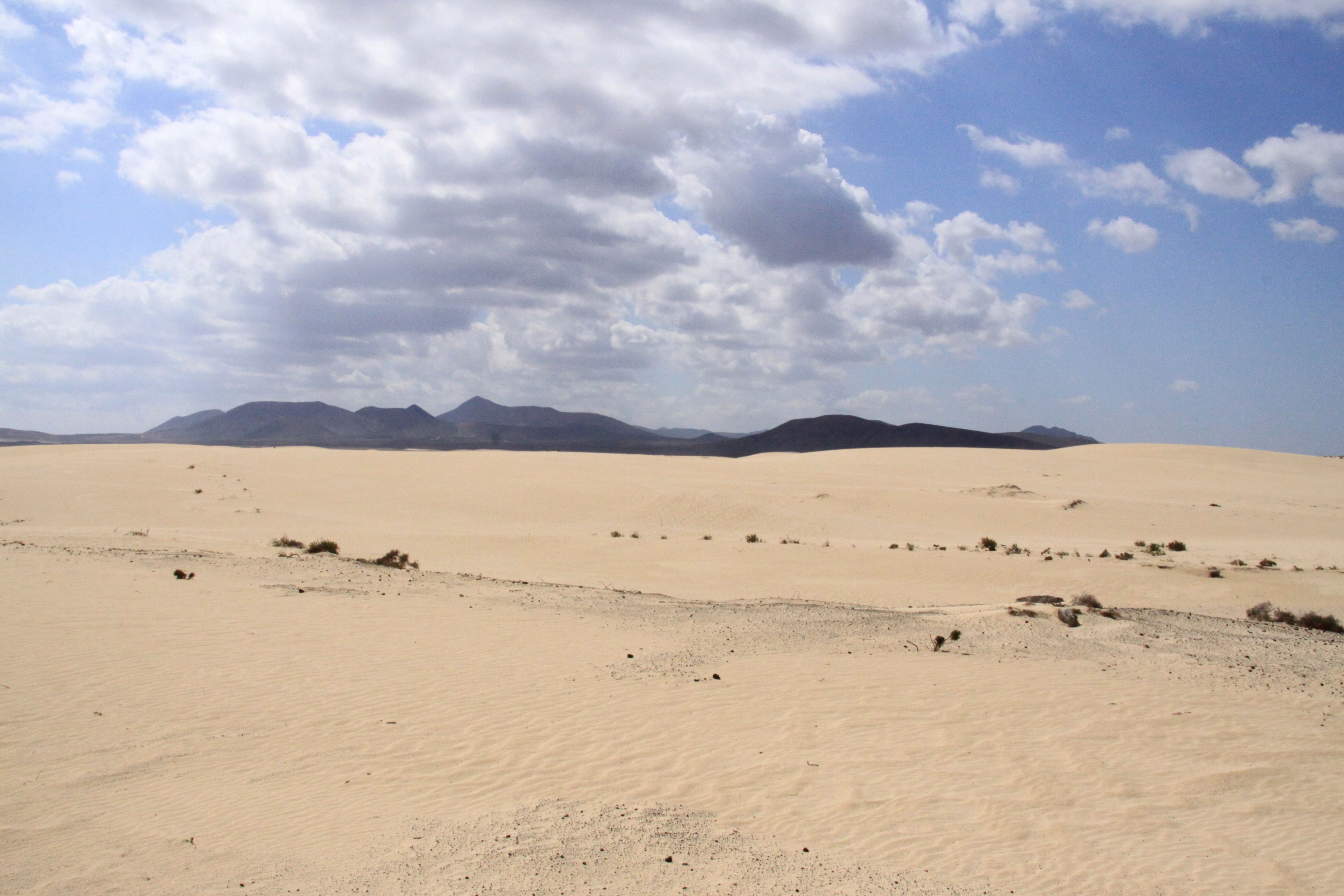
Dunas de Corralejo.

Las dunas de Corralejo constituyen un lugar importante para la cría de especies esteparias y la reproducción del Calonectris diomedea y la Charadrius alexandrinus, declarado Important Bird Area por BirdLife International.

## Economía
Junto con la actividad turística e inmobiliaria, la pesca es la actividad más característica de Corralejo, siendo históricamente un pueblo marinero. Cuenta con una cofradía y una lonja de pescadores. Asimismo, el de Corralejo es el puerto de gestión autonómica con mayor tráfico de pasajeros de Canarias, que permite los intercambios entre Fuerteventura y Lanzarote.

## Deportes
En las últimas décadas se ha convertido en un atractivo punto para la práctica de deportes acuáticos como surf, kitesurf, windsurf y surf de remo, acogiendo el Canarias Surf Film Festival, un evento cultural y deportivo vinculado a este deporte.